# Waiting for the Night (canción de Nelly Furtado)
«Wating for the Night» —en español: «Esperando por la Noche»— es una canción del género Dance, de la cantante luso-canadiense Nelly Furtado, incluida en su quinto álbum de estudio The Spirit Indestructible. La canción fue escrita por Furtado y será lanzada el 5 de noviembre de 2012 como cuarto sencillo general del disco y tercero en Europa. 

## Lanzamiento
El sencillo se lanzará mediante la descarga digital y Sencillo en CD el 5 de noviembre de 2012 en iTunes, mientras que en Alemania el 4 de noviembre.

## Video musical
Nelly informó por vía Twitter que el videoclip de la canción está siendo grabado y fue lanzado el 8 de enero de 2013.

## Críticas
La canción ha recibido críticas en su mayoría positiva, sobre todo por las influencias latinas que recibe la canción en sus minutos finales, en donde se encuentran muchas semejanzas con la popular canción Danza kuduro del cantante puertorriqueño Don Omar.